# Marionina subterranea
Marionina subterranea är en ringmaskart som först beskrevs av Knöllner 1935.  Marionina subterranea ingår i släktet Marionina och familjen småringmaskar. Arten är reproducerande i Sverige. Inga underarter finns listade i Catalogue of Life.